# Crewe Railroaders
I Crewe Railroaders sono una squadra di football americano, di Crewe, in Inghilterra; fondati nel 1984, si sono fusi nel 1990 con gli Stoke Spitfires per formare gli USC Trojans. Hanno riaperto nel 2010.

## Dettaglio stagioni

### Tornei nazionali

#### Campionato

##### BGFL Premiership/BAFA NL
| Stagione | regular season | regular season | regular season | regular season | regular season | regular season | playoff | playoff | playoff | playoff | playoff | playoff    | playoff               |
|          | Vin            | Par            | Per            | Tot            | PF             | PS             | Vin     | Per     | Tot     | PF      | PS      | risultato  | avversaria            |
| -------- | -------------- | -------------- | -------------- | -------------- | -------------- | -------------- | ------- | ------- | ------- | ------- | ------- | ---------- | --------------------- |
| 1988     | 9              | 0              | 1              | 10             | 619            | 63             | 2       | 1       | 3       | 117     | 78      | Semifinale | Merseyside Centurions |
| 2021     | 0              | 0              | 8              | 8              | 13             | 282            | -       | -       | -       | -       | -       | -          | -                     |
| Totale   | 9              | 0              | 9              | 18             | 632            | 345            | 2       | 1       | 3       | 117     | 78      |            |                       |

Fonti: Enciclopedia del Football - A cura di Massimo Mezzetti

##### Budweiser League Premier Division/BAFA NL National Division
| Stagione | regular season | regular season | regular season | regular season | regular season | regular season | playoff | playoff | playoff | playoff | playoff | playoff   | playoff    |
|          | Vin            | Par            | Per            | Tot            | PF             | PS             | Vin     | Per     | Tot     | PF      | PS      | risultato | avversaria |
| -------- | -------------- | -------------- | -------------- | -------------- | -------------- | -------------- | ------- | ------- | ------- | ------- | ------- | --------- | ---------- |
| 1987     | 1              | 0              | 9              | 10             | 194            | 416            | -       | -       | -       | -       | -       | -         | -          |
| 2014     | 2              | 0              | 8              | 10             | 146            | 339            | -       | -       | -       | -       | -       | -         | -          |
| Totale   | 3              | 0              | 17             | 20             | 340            | 755            | -       | -       | -       | -       | -       |           |            |

Fonti: Enciclopedia del Football - A cura di Massimo Mezzetti

##### BAFA NL Division Two
| Stagione | regular season | regular season | regular season | regular season | regular season | regular season | playoff | playoff | playoff | playoff | playoff | playoff   | playoff    |
|          | Vin            | Par            | Per            | Tot            | PF             | PS             | Vin     | Per     | Tot     | PF      | PS      | risultato | avversaria |
| -------- | -------------- | -------------- | -------------- | -------------- | -------------- | -------------- | ------- | ------- | ------- | ------- | ------- | --------- | ---------- |
| 2015     | 4              | 0              | 6              | 10             | 155            | 293            | -       | -       | -       | -       | -       | -         | -          |
| 2016     | 1              | 0              | 9              | 10             | 92             | 395            | -       | -       | -       | -       | -       | -         | -          |
| 2017     | 1              | 0              | 9              | 10             | 73             | 404            | -       | -       | -       | -       | -       | -         | -          |
| 2018     | 4              | 0              | 4              | 8              | 97             | 166            | -       | -       | -       | -       | -       | -         | -          |
| 2022     | 3              | 0              | 5              | 8              | 90             | 88             | -       | -       | -       | -       | -       | -         | -          |
| Totale   | 13             | 0              | 33             | 46             | 507            | 1346           | -       | -       | -       | -       | -       |           |            |

Fonti: Enciclopedia del Football - A cura di Massimo Mezzetti

### Riepilogo fasi finali disputate
| Anno           | Luogo | Evento           | Fase del torneo | Incontro                                  | Risultato |
| 28 agosto 1988 |       | BGFL Premiership | Semifinale      | Merseyside Centurions - Crewe Railroaders | 13 - 20   |